# Afrosvenskar
Afrosvenskar  är en demografisk kategori som inkluderar alla invånare i Sverige med någon form av afrikanskt påbrå. Personer med afrikansk påbrå har dokumenterad närvaro i Sverige sedan 1600-talet.

## Historia

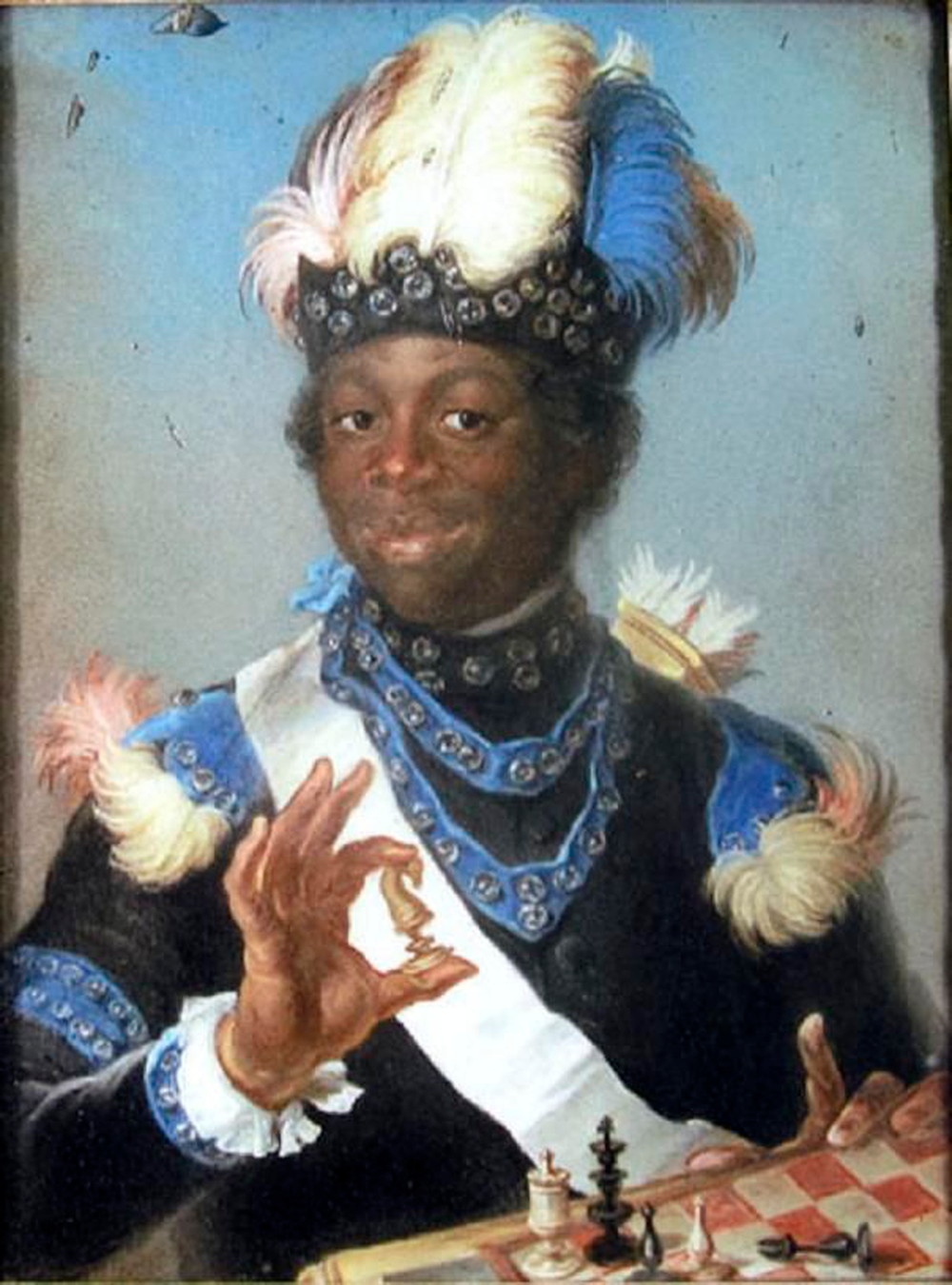
Gustav Badin

En av de tidigast kända afrosvenskarna var hovtjänaren Gustav Badin från S:t Croix. Han kom till Sverige och det svenska hovet på 1700-talet.

## Organisation
Afrosvenskarnas riksorganisation, grundad 1990, är en ideell förening som verkar för jämlikhet och lika rättigheter samt att skapa en meningsfull tillvaro för personer i Sverige med bakgrund i Afrika.
År 2021 lanserades projektet Black Archives Sweden som dokumenterar afrosvenskarnas historia i Sverige.

## Utsatthet
Gruppen afrosvenskar är mer utsatta för hatbrott än vad andra minoriteter är visar en rapport från Brottsförebyggande rådet.